# الغرق (الفيوم)
قرية الغرق هي إحدى القرى التابعة لمركز أطسا في محافظة الفيوم في جمهورية مصر العربية. حسب إحصاءات سنة 2006، بلغ إجمالي السكان في الغرق 24042 نسمة، منهم 12489 رجل و11553 امرأة.